# Fernando Álvarez de Toledo, Herzog von Alba

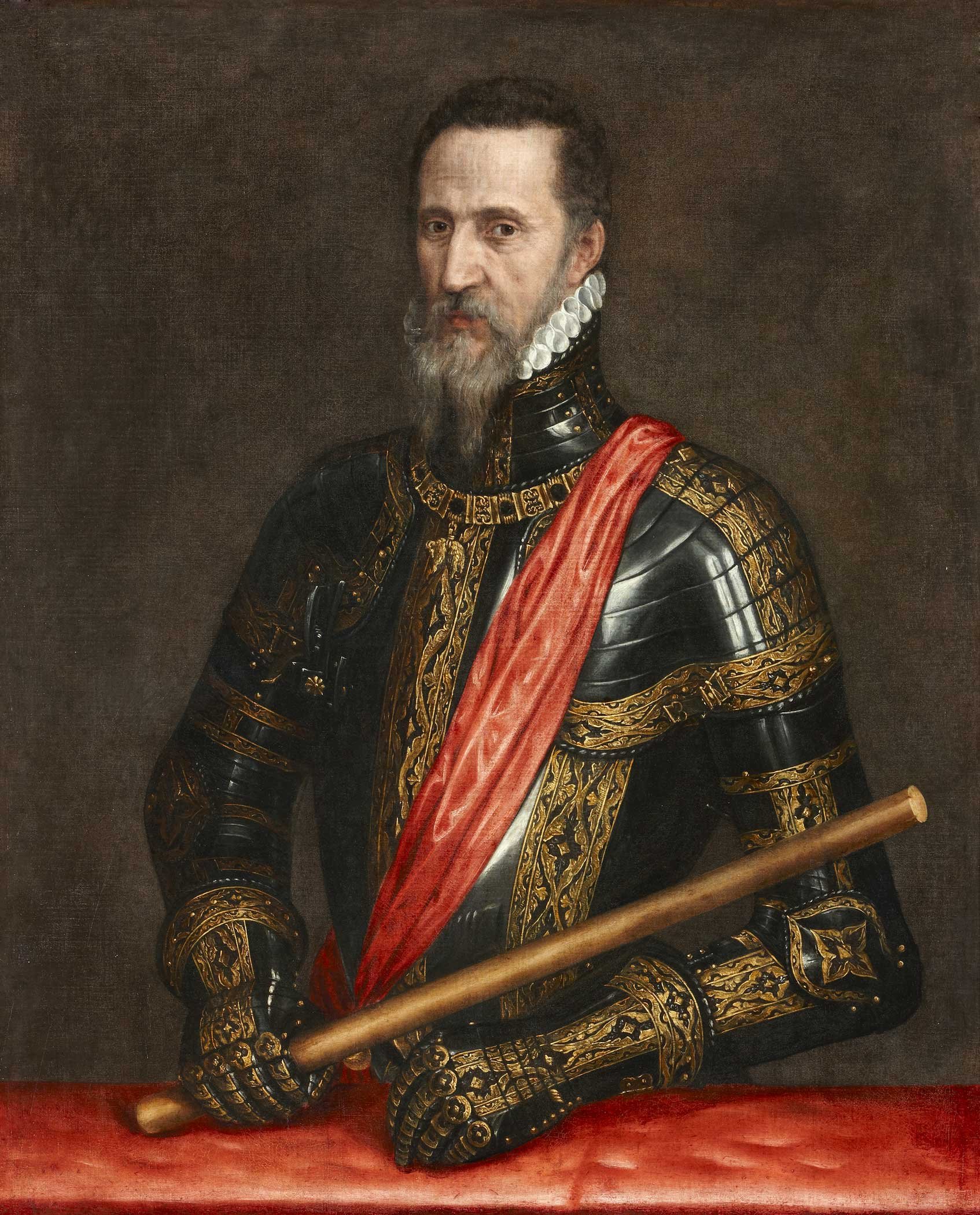
Der Herzog von Alba auf einem Gemälde von Willem Key

Don Fernando Álvarez de Toledo y Pimentel, 3. Herzog von (Duque de) Alba (* 29. Oktober 1507 in Piedrahíta, Kastilien; † 11. Dezember 1582 in Lissabon) war ein spanischer Adliger, Feldherr und Staatsmann im Dienste des Kaisers und spanischen Königs Karl V. und dessen Sohnes, des spanischen Königs Philipp II. Er gilt als einer der herausragenden militärischen und diplomatischen Diener der spanischen Krone des 16. Jahrhunderts und ist vor allem wegen seiner Stellung im Achtzigjährigen Krieg bekannt. In den Niederlanden unterdrückte er den Aufstand gegen die spanische Herrschaft so brutal, dass er später auch der „Eiserne Herzog“ genannt und zu einem zentralen Feindbild der „schwarzen Legende“ wurde.

## Leben

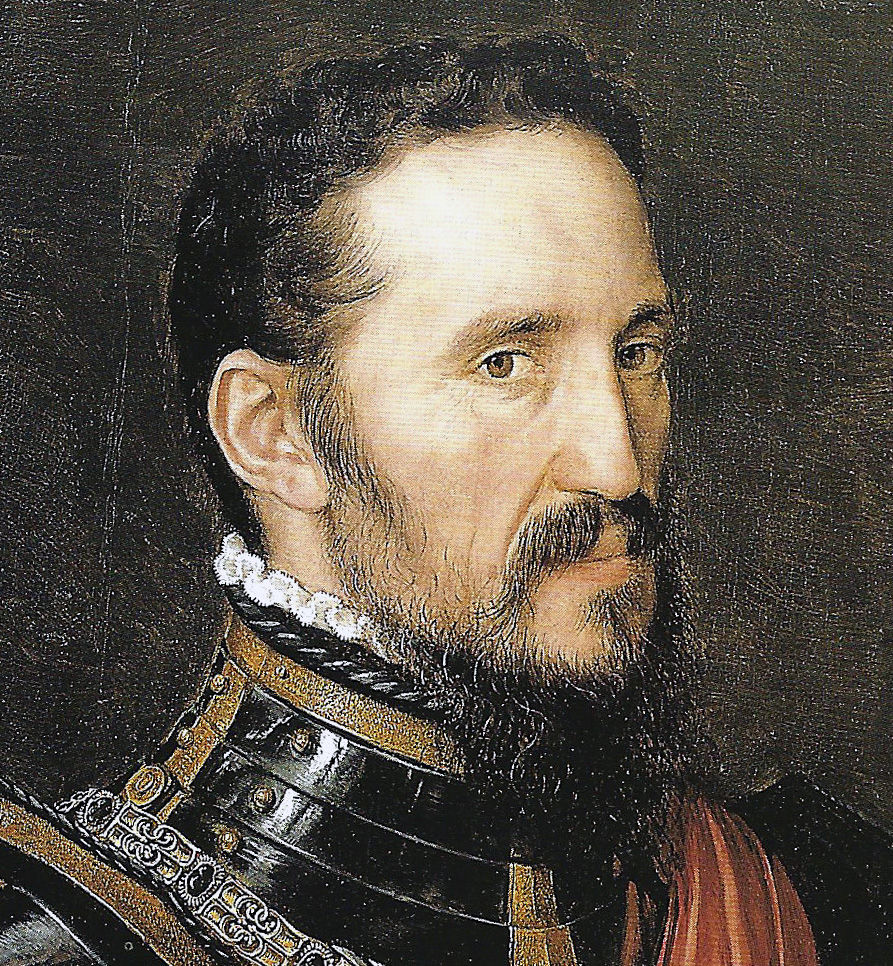
Anthonis Mor: Porträt des Herzogs von Alba, 1549 (Ausschnitt)

### Herkunft
Er entstammte dem Haus Álvarez de Toledo, der Familie der Herzöge von Alba, war der Sohn von Don Garcia Álvarez de Toledo († 1512), Marqués de Coria, und Beatriz de Pimentel, und Enkel des 2. Herzogs von Alba, Fadrique Álvarez de Toledo.

### Frühe Jahre
Bereits als Jugendlicher nahm er 1525 an der Schlacht bei Pavia teil und erhielt dafür eine Auszeichnung. Von Kaiser Karl V. zu einem militärischen Kommando berufen, nahm er an der erfolgreichen Belagerung von Tunis 1535 teil.
Daraufhin wurde er einer der engsten Berater des Kaisers und war in dieser Funktion zu einem der wichtigsten Würdenträger bei Hofe geworden. Während der Abwesenheit des Kaisers wurde er für den Kronprinzen von Spanien zu einer wichtigen Stütze.

### Schmalkaldischer Krieg
Unter Kaiser Karl V. war er siegreicher Heerführer gegen den Schmalkaldischen Bund und siegte 1547 in der entscheidenden Schlacht bei Mühlberg vollständig über die protestantische Seite, die von Johann Friedrich von Sachsen angeführt wurde. Dieser Sieg trug wegen des politisch ungeschickten Verhaltens des Kaisers keine weitreichenden Früchte. 1554 wurde Alba von Karl V. an den englischen Hof geschickt, um dort des Kaisers Sohn Philipp II. diplomatisch zu unterstützen, der zu diesem Zeitpunkt mit der englischen Königin Maria I. verheiratet war und den Titel eines Königs von England trug.
In die Zeit des Schmalkaldischen Krieges fällt die Einführung des burgundischen Hofzeremoniells am spanischen Königshof. Alba erhielt als erster die führende Stellung des Oberhofkämmerers. Im Jahr 1546 wurde er zum Ritter vom Goldenen Vlies geschlagen.

### Frankreich- und Italienfeldzug

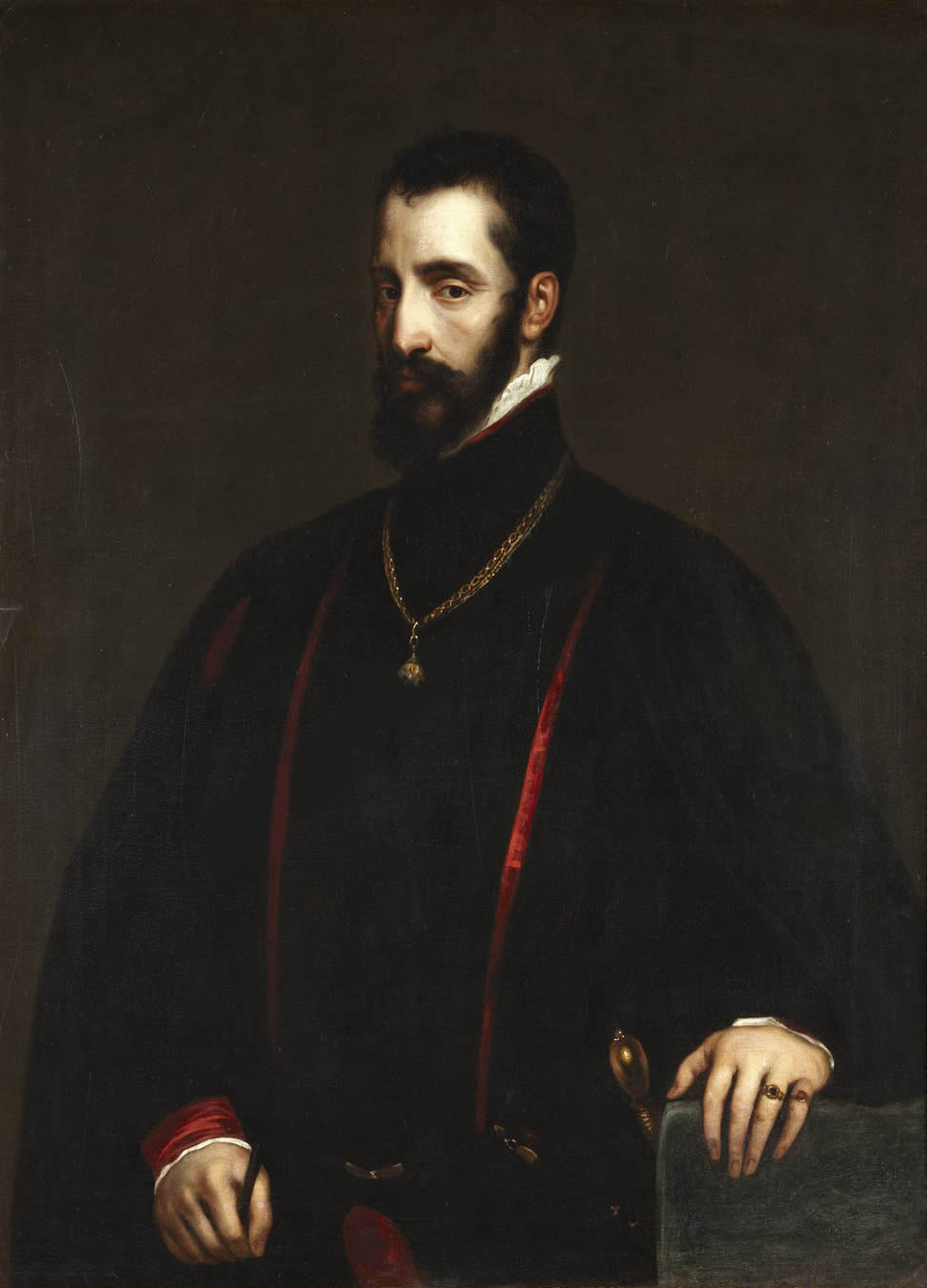
„Fernando Álvarez de Toledo, Herzog von Alba“ von Peter Paul Rubens (1628).

Sechs Jahre später (1552) wurde Fernando Álvarez de Toledo mit dem Kommando über die Armee betraut, die Frankreich erobern sollte. In der Folge war er einige Monate gegen seinen Willen mit der erfolglosen Belagerung von Metz beschäftigt, da er lieber in offener Feldschlacht gegen die Franzosen vorgegangen wäre, der Kaiser jedoch die Festung und Stadt Metz wieder zurückgewinnen wollte. Als Folge des Erfolgs der französischen Waffen im Piemont wurde er zum Generalkommandeur der kaiserlichen Truppen in Italien mit unbeschränkter Macht befördert. Als seine ersten Angriffe relativ erfolglos blieben, wurde er zum Rückzug in sein Winterquartier gezwungen. Nach der Abdankung von Karl V. verlängerte Philipp II. sein Kommando, hielt ihn jedoch von extremen Maßnahmen ab, da Alba dem Papst schon schriftlich mit der Eroberung von Rom gedroht hatte. Er unterwarf Kampanien und stand vor den Toren Roms, als Philipps Befehle ihn zwangen, den Frieden von Cave-Palestrina (12. September 1557) auszuhandeln, wodurch auch Papst Paul IV. zum Nachgeben gezwungen war. Der Papst musste Spaniens Hegemonie in Süditalien anerkennen und sich von weiteren Bündnissen mit Frankreich und den Moslems in Konstantinopel abwenden.

### Gesandter
Nach dem Frieden von Cateau-Cambrésis entsandte ihn der König 1559 an der Spitze einer glänzenden Gesandtschaft nach Paris, um im Namen seines Herrschers um Elisabeth von Valois, die Tochter des französischen Königs Henri II. zu werben. Die Werbung war erfolgreich und Alba schloss in Vertretung Philipps (per procurationem) die Ehe für diesen mit ihr.

### Statthalter der Niederlande

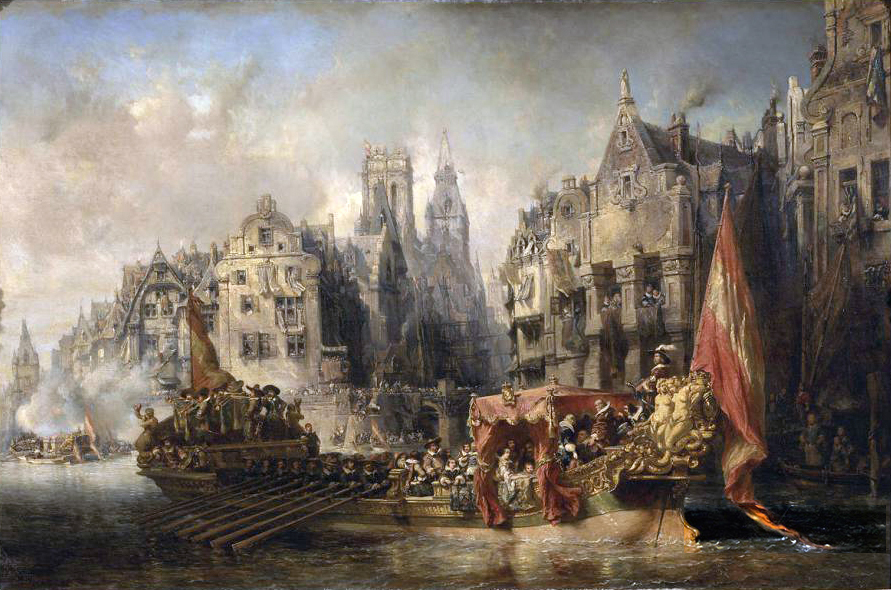
Ankunft des Herzogs von Alba in Rotterdam 1567 (von Eugène Isabey, 1844)

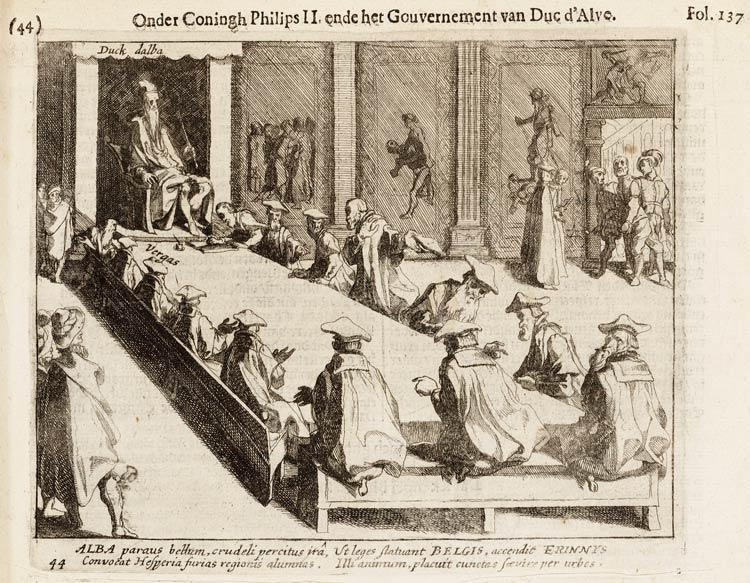
Alba präsidiert dem Blutrat. Druckgraphik von Simon Frisius, 1612

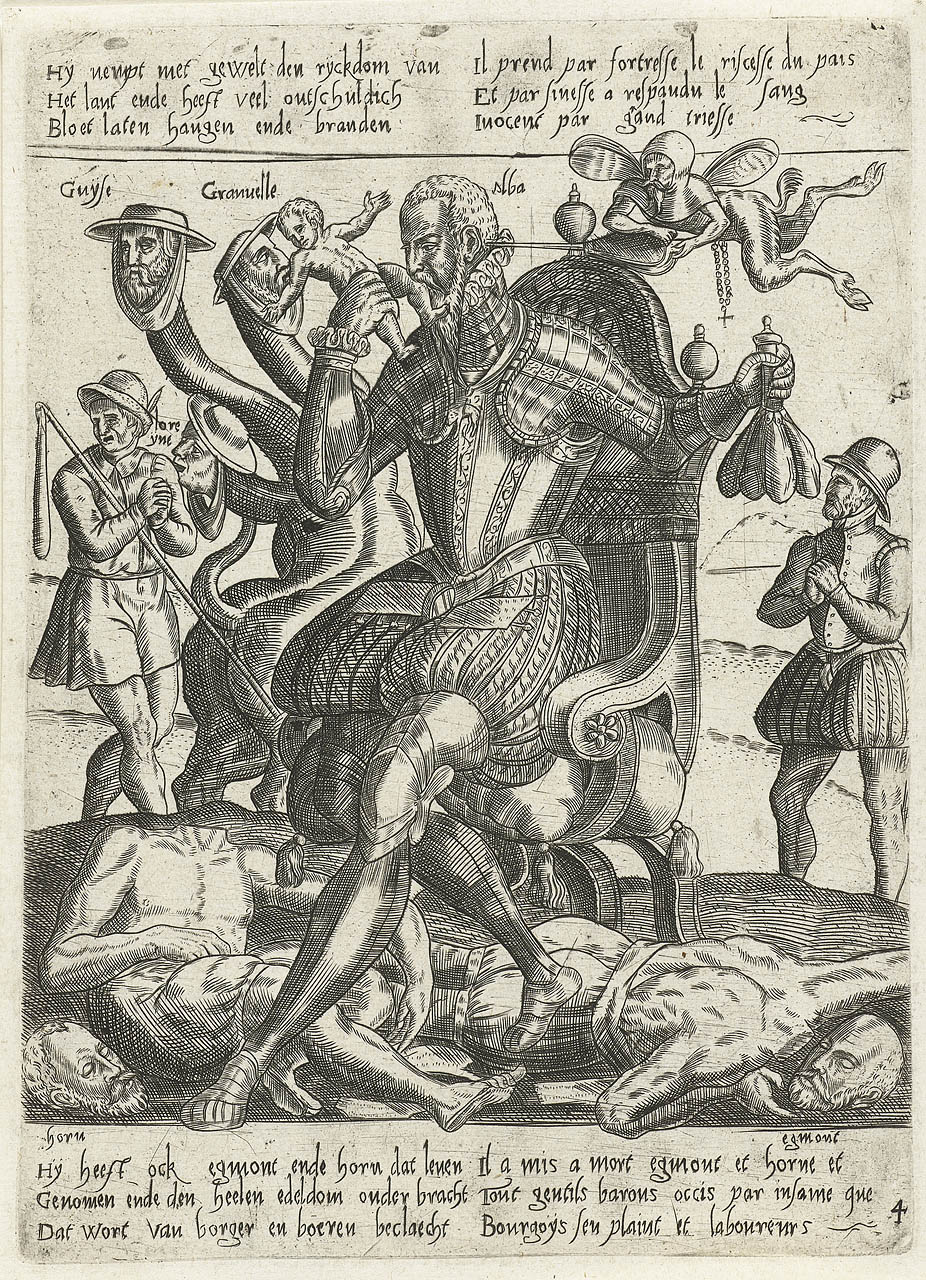
Eine Streitschrift der aufständischen Niederländer, ca. 1572: Hy nempt met gewelt den ryckdom van / Het land ende heeft veel ontschuldich / Bloet laten hangen ende branden / Hy heeft ock egmont ende horn dat leven / Genomen ende den heelen edeldom onder bracht / Dat wort van borger en boeren beclaecht – „Er nimmt mit Gewalt den Reichtum des Landes und hat viel unschuldig Blut hängen oder verbrennen lassen. Er hat auch Egmont und Horn das Leben genommen und den ganzen Adel erniedrigt, das wird von Bürgern und Bauern beklagt.“ Neben dem Herzog eine vielköpfige Hydra mit den Köpfen des Herzogs von Guise, des spanischen Kardinal-Ministers Granvelle und des Herzogs von Lothringen (loreyne), zu seinen Füßen die Leichen der hingerichteten Philippe de Montmorency, Graf von Hoorn und Graf Lamoral von Egmond.

Der Herzog von Alba im hohen Alter, gestochen von Frans Hogenberg

Von 1567 bis 1573 war Alba Statthalter der Spanischen Niederlande und Nachfolger der Halbschwester des Königs, Margarethe von Parma.
In den Niederlanden war es zuvor zu einem calvinistischen Bildersturm gegen die katholischen Kirchen gekommen. Hunderte von Kirchen waren verwüstet worden. Alba hatte vom spanischen König Philipp II., dem Landesherrn der Niederlande, den Auftrag bekommen, die öffentliche Ordnung und die Vormachtstellung der katholischen Kirche wiederherzustellen und die Verantwortlichen für den in seinen Augen frevelhaften Bildersturm zu bestrafen. Als treuer Diener des Königs machte sich Alba daran, diesen Auftrag auszuführen. Er richtete einen Rat der Unruhen ein, der von seinen Gegnern bald als Blutrat von Brüssel geschmäht wurde. Dieses Sondergericht befand schätzungsweise 9000 Menschen der Ketzerei und des Hochverrats für schuldig. Mehr als 1000 Menschen wurden verurteilt und hingerichtet, unter ihnen Lamoral Graf von Egmont.
Albas Regiment setzte einen gewaltigen Flüchtlingsstrom von 60.000 Bewohnern der Niederlande in Gang. Vorübergehend kehrte allerdings wieder Ruhe ein. Zwischen 1569 und 1571 verfügte Alba jedoch die Einführung von drei Sondersteuern, darunter den besonders umstrittenen sogenannten „tiende penning“ (zehnter Pfennig), eine zehnprozentige Sondersteuer auf alle Verkäufe. Er plante mit ihnen die traditionelle Zustimmungspflichtigkeit der Generalstände zu umgehen, was deren heftigen Widerstand hervorrief. Als 1572 die sogenannten Geusen, Freibeuter, die sich auf die Seite Wilhelms von Oranien gestellt hatten, die holländische Hafenstadt Den Briel eroberten, schlugen sich binnen weniger Wochen fast alle Städte in den Provinzen Holland und Zeeland auf die Seite des Rebellenführers.
Alba ging daraufhin militärisch gegen die aufständischen Städte vor. Dabei machte er einen entscheidenden strategischen Fehler: Obwohl er den Bewohnern des Festungsstädtchens Naarden bei Amsterdam zugesichert hatte, ihr Leben zu schonen, wenn sie freiwillig kapitulieren sollten, ließ er die Bevölkerung töten. Daraufhin leisteten ihm die holländischen Städte entschlossenen Widerstand. Die kostspieligen Belagerungen, die darauf folgten, führten zu einer Erschöpfung der spanischen Finanzen und zum Staatsbankrott. Daraufhin wurde Alba 1573 auf eigenen Wunsch von Philipp II. abberufen und durch Luis Requesens ersetzt. „Löst mich von diesem Posten ab und holt mich hier raus, und wenn dies nicht möglich ist, dann erschießt mich und räumt mich so aus dem Weg“, bat Alba selbst.
1572 entstand das Vaterunser von Gent als Schmähgebet gegen Alba:
Teufel unser, der zu Brüssel du haust, verflucht sei dein Name, vor dem uns graust; von uns dein Reich sich wende zu lang ersehntem Ende; dein Wille mag nie erfüllet werden, wie nicht im Himmel, so nicht auf Erden. Du nimmst uns heute unser täglich’ Brot, Weiber und Kinder leiden viel Not; keinem erläßt Du seine Schuld, drum bewahr’ uns alle vor deiner Huld. Stets wirst du uns in Versuchung führen, so lang diese Lande dein Wüten spüren. Himmlischer Vater, der über uns thront, mach, daß dieser Teufel uns verschont, samt seinem falschen, blutigen Rat, der stets nur Böses im Sinne hat, und schick’ seine spanische Kriegermeute zurück in die Hölle, dem Satan zur Beute. Amen.

### Portugalfeldzug und Tod
König Philipp II. holte den Herzog von Alba aus seiner Verbannung und ließ ihn am Ende seines Lebens gegen Portugal kämpfen, das durch Erbfolge an Spanien gefallen war, aber sich dagegen zur Wehr setzte. Dort hatte sich ein illegitimes Mitglied des im Mannesstamm erloschenen Königshauses Avis, António von Crato zum König ausgerufen. Im Jahre 1580 wurde Portugal durch Albas Führung in einem kurzen, strategisch brillant geführten Feldzug erobert.  Die entscheidende Schlacht wurde am 25. August 1580 in Alcântara geschlagen und führte dazu, dass Portugal damit der spanischen Krone für mehrere Jahrzehnte einverleibt werden konnte.
Der Gichtkranke starb in Lissabon als Generalgouverneur über das eroberte Portugal eines natürlichen Todes im damals hohen Alter von 75 Lebensjahren. Alba wird in den meisten Quellen als Mensch von langem Wuchs, hagerem Aussehen und finsterer, ernster Mimik beschrieben.

### Nachkommen
Fernando Álvarez heiratete 1527 María Enríquez, Tochter von Diego Enríquez de Guzmán, 3. Graf von Alba de Liste, mit der er vier Söhne und eine Tochter hatte; Mätressen und uneheliche Kinder sind in Zeiten seiner Ehe nicht bekannt:
- Don Garcia Álvarez de Toledo (1530–1548)
- Don Fadrique Álvarez de Toledo, 4. Herzog von Alba
- Don Diego Álvarez de Toledo († 1583), Conde de Lerin, ⚭ Briande de Beaumont (1540–1588)
- Antonio Álvarez de Toledo y Beaumont, 5. Herzog von Alba
- Doña Beatrix Álvarez de Toledo, ⚭ Don Alvaro Pérez Osorio, Marqués de Astorga

Sein ältester, 1546 anerkannter Sohn war Don Fernando de Toledo (um 1528–1591), dessen Mutter eine Müllerin aus der Gegend von La Aldehuela war. Er wurde Großprior von Kastilien und war ab 1571 Vizekönig von Katalonien.

## Historische Bedeutung
Albas Wirken festigte für mehrere Jahrzehnte Spaniens Weltmachtstatus. Von manchen Spaniern wird er immer noch als großer und erfolgreicher Kriegsherr verehrt.
Außerhalb von Spanien wird er häufig als „Henker der Niederlande“ angesehen. Er befahl unzählige Gewalttaten, die nach heutigen Maßstäben als Kriegsverbrechen gelten und auch nach den damaligen Verhältnissen als ungewöhnlich grausam angesehen wurden. Johann Wolfgang von Goethe hat dies in seinem Drama Egmont zum Thema gemacht, das aber auch ein sehr verzerrtes Bild von Alba und seinem Widerpart Egmont überliefert.
Sein Wirken in den Niederlanden gilt als einer der Kristallisationspunkte der „schwarzen Legende“, gemäß der Nord- und Mitteleuropa die spanische Weltmacht des 16. und 17. Jahrhunderts über lange Zeit als grausame Barbarei betrachten und an der sich das niederländische Nationalbewusstsein ausbilden sollte.

## Rezeption
Schiller veröffentlichte 1788 die Anekdote Herzog von Alba bei einem Frühstück auf dem Schlosse zu Rudolstadt. Im Jahr 1547.